# Excoecaria holophylla
Excoecaria holophylla är en törelväxtart som beskrevs av Wilhelm Sulpiz Kurz. Excoecaria holophylla ingår i släktet Excoecaria och familjen törelväxter.
Artens utbredningsområde är Burma. Inga underarter finns listade i Catalogue of Life.